# Ema Smiešková
Ema Smiešková (* 3. Januar 2003) ist eine slowakische Volleyballspielerin.

## Werdegang

### Vereinskarriere
Zur Saison 2019/20 wurde Ema Smiešková Teil des Nachwuchsprojektes Projekt RD SVF und spielte mit ihrer Mannschaft in der Extraliga, der höchsten slowakischen Liga im Frauen-Volleyball. Zum Jahreswechsel verließ sie ihre bisherige Mannschaft und schloss sich dem VC Bilíkova Pezinok an und konnte mit ihrer neuen Mannschaft den Slovenský pohár (deutsch: „slowakischen Pokal“) gewinnen. In der darauffolgenden Saison 2020/21 erreichte sie mit ihrer Mannschaft das Playoff-Finale der Extraliga, wo man sich den Rekordmeister VK Slávia Bratislava geschlagen geben musste. Nach der erfolgreichen Saison zog sich der Verein aus der slowakischen Stadt Pezinok aus der slowakischen Extraliga zurück. sodass Ema Smiešková zum VKP Bratislava wechselte. Mit ihrem neuen Verein gewann sie in der Saison 2022/23 den Slovenský pohár und zudem erreichte man das Playoff-Finale der Extraliga, wo man den VK Slávia Bratislava unterlag.

### Nationalmannschaftskarriere
Nachdem sie bereits im Juniorenbereich international für die Slowakei gespielt hatte, debütierte sie am 14. Mai 2021 im Rahmen der Qualifikation für die Europameisterschaft 2021 für die slowakische Nationalmannschaft bei dem Spiel gegen den Kosovo. Seitdem absolvierte sie 14 Spiele für ihr Land.